# 55555 DNA
55555 DNA este o planetă minoră (asteroid), cu un diametru de 5,455 km, din centura de asteroizi. A fost descoperită pe 19 decembrie 2001 la Fountain Hills Observatory⁠(d) de Charles W. Juels⁠(d) și a fost numită după ADN. 
Obiectul prezintă o orbită caracterizată de o semiaxă mare de 2,5644569646828 UAi, o excentricitate de 0,13, o înclinație de 14,6 ° în raport cu ecliptica.